# NHJ A1 (Zweitbesetzung)
Die norwegische Dampflokomotivbaureihe NHJ A1"  wurde 1919 von Baldwin durch die Norsk Hoved-Jernbane (NHJ) aus den USA importiert.
Durch die am 4. März 1926 erfolgte Übernahme der NHJ als Distrikt Oslo in die Norges Statsbaner (NSB), die staatliche Bahngesellschaft in Norwegen, kamen die Lokomotiven in deren Bestand.
Die Baureihe bestand aus zwei Lokomotiven, die vor allem für Reisezüge verwendet wurden.

## Einsatz bei Norsk Hoved-Jernbane
Bereits Mitte der 1860er Jahre arbeiteten NHJ und NSB eng zusammen und sortierten ihre Normalspurlokomotiven in einem gemeinsamen Nummernsystem ein. Daher mussten bei der 1926 erfolgten Übernahme der Lokomotiven durch NSB keine Nummern geändert werden.

## NHJ A1"
1870 wurde die Baureihe NHJ A1 durch zwei Lokomotiven von Robert Stephenson besetzt.
Um 1900 begannen NSB und NHJ, ihre Lokomotiven zu klassifizieren. NSB wählte Zahlen, während NHJ Buchstaben zur Bezeichnungen der Baureihen wählten. Bei der Einführung der neuen Baureihenübersicht der Gesellschaft im Jahre 1900 wurden diese Maschinen eigentlich der neuen Baureihe NHJ J zugeordnet. Eine Umzeichnung erfolgte nicht, während ihrer Betriebszeit hatten die Lokomotiven nur die Nummernbezeichnungen 22 und 23.
Daher war zum Zeitpunkt der Beschaffung die Baureihenbezeichnung wieder frei und die beiden Baldwin-Lokomotiven erhielten diese in Zweitbesetzung.

## NSB Type 46a
Bei der Übernahme durch NSB erhielt die Baureihe 1926 die neue Baureihenbezeichnung NSB Type 46a.
Die Lokomotiven hatten während der gesamten Lebensdauer Probleme mit der Erzeugung des für die Zugbeförderung notwendigen Dampfdrucks. Deshalb wurden sie rasch in untergeordnete Dienste abgegeben und im Arbeitszug- oder Rangierdienst eingesetzt sowie als Reserve abgestellt.
Nr. 16 wurde ab 1920 im Distrikt Oslo eingesetzt, 1947 an den Distrikt Trondheim weitergegeben, am 20. Oktober 1948 abgestellt und am 17. Februar 1949 ausgemustert, die Abstellung der nur im Distrikt Oslo eingesetzten Nr. 15 erfolgte am 28. September 1953 und am 26. Juni 1954 die Ausmusterung. Beide Lokomotiven wurden verschrottet.